# Pinakes
Pinakes (gr. Πίνακες) – dzieło Kallimacha z Cyreny stanowiące katalog zbiorów Biblioteki Aleksandryjskiej.
Według Księgi Suda pełny tytuł składającego się ze 120 ksiąg dzieła to Pinakes tōn en pasē paideia dialampsantōn kai hōn synegrapsan – Tablice tych, którzy odznaczyli się we wszelkich działach literatury, oraz tego, co napisali .
W zbiorach Biblioteki Aleksandryjskiej znajdowało się około pięciuset tysięcy zwojów. Inwentaryzacja zasobów biblioteki była przedsięwzięciem niezwykle trudnym nie tylko ze względu na ich liczbę, lecz także z powodu braku punktu odniesienia – nie istniała jeszcze ani uporządkowana historia literatury, ani systemy organizacji wiedzy. Kallimach opracował pionierski system, który stał się podstawą kolejnych.
Literaturę podzielono na poezję i prozę, a następnie wyodrębniono w każdym z tych działów kategorie (zostały one zrekonstruowane na podstawie późniejszych wzmianek). W ramach poezji wyszczególniono prawdopodobnie epikę, elegię, jambografię, lirykę, tragedię i komedię, natomiast proza obejmowała historię, retorykę, filozofię, medycynę i prawo. Autorzy starożytni cytują również kategorię „rozmaite”. Autorzy w ramach poszczególnych działów wymieniani byli w porządku alfabetycznym. O każdym z autorów zamieszczono krótką informację biograficzną, następnie następował spis jego utworów. Jeżeli tytuł danego utworu nie był jeszcze ustalony przez tradycję, Kallimach nadawał tytuł na podstawie treści. Spis zawierał również pierwszy wers każdego utworu oraz liczbę wersów oryginału.